# Dolichoneura oxypteraria
Dolichoneura oxypteraria är en fjärilsart som beskrevs av Achille Guenée 1858. Dolichoneura oxypteraria ingår i släktet Dolichoneura och familjen mätare. Inga underarter finns listade i Catalogue of Life.